# Guido Gillarduzzi (Eisschnellläufer)
Guido Gillarduzzi (* 7. Oktober 1939 in Cortina d’Ampezzo; † 30. April 2016 in Innichen) war ein italienischer Eisschnellläufer.

## Werdegang
Gillarduzzi, der für den SC Cortina Doria startete, nahm von 1961 bis 1971 an nationalen Rennen teil und trat international erstmals in der Saison 1966/67 in Erscheinung. Dabei kam er bei der Mehrkampfeuropameisterschaft 1967 in Lahti auf den 26. Platz im Kleinen Vierkampf und bei der Mehrkampfweltmeisterschaft 1967 in Oslo auf den 28. Rang im Großen Vierkampf. In der Saison 1967/68 belegte er bei den Olympischen Winterspielen 1968 in Grenoble den 38. Platz über 1500 m sowie den 23. Rang über 5000 m und bei der Mehrkampfweltmeisterschaft 1968 in Göteborg den 33. Platz im Großen Vierkampf. In der folgenden Saison lief er bei der Mehrkampfeuropameisterschaft 1969 in Inzell auf den 19. Platz und bei der Mehrkampfweltmeisterschaft 1969 in Deventer auf den 24. Rang im Großen Vierkampf. Seine beste Platzierung bei italienischen Mehrkampfmeisterschaften erreichte er in den Jahren 1965, 1968 und 1969 mit dem zweiten Platz.

## Erfolge

### Olympische Spiele
- 1968 Grenoble: 23. Platz 5000 m, 38. Platz 1500 m

### Mehrkampf-Weltmeisterschaften
- 1967 Oslo: 28. Platz Großer Vierkampf
- 1968 Göteborg: 33. Platz Großer Vierkampf
- 1969 Deventer: 24. Platz Großer Vierkampf

### Mehrkampf-Europameisterschaften
- 1967 Lahti: 26. Platz Kleiner Vierkampf
- 1969 Inzell: 19. Platz Großer Vierkampf

## Persönliche Bestzeiten
| Disziplin | Zeit        | Datum           | Ort                  |
| --------- | ----------- | --------------- | -------------------- |
| 500 m     | 42,4 s      | 1. März 1969    | Inzell               |
| 1000 m    | 1:26,0 min  | 17. Januar 1968 | Cortina d’Ampezzo    |
| 1500 m    | 2:10,2 min  | 1. Februar 1969 | Madonna di Campiglio |
| 3000 m    | 4:33,6 min  | 16. Januar 1968 | Cortina d’Ampezzo    |
| 5000 m    | 7:54,1 min  | 1. März 1969    | Inzell               |
| 10.000 m  | 16:35,1 min | 20. Januar 1968 | Madonna di Campiglio |